# 전남온라인학교
전남온라인학교는 전라남도 목포시에 있는 공립 각종학교이다.

## 연혁
- 2025년 3월 1일 : 목포여자고등학교 교사에서 개교[1]